# Isopterygium longisetum
Isopterygium longisetum là một loài Rêu trong họ Hypnaceae. Loài này được (Schimp. ex Besch.) Broth. mô tả khoa học đầu tiên năm 1908.